# 浙江安防职业技术学院
浙江安防职业技术学院是一所位于浙江省温州市的高职院校，创办于2013年6月。学院目前设安全管理系、信息工程系和社科基础部，6个专业。